# Воробель Роман Антонович
Роман Антонович Воробель (нар. 1 листопада 1952; Івано-Франківськ) — український фахівець у галузі технічної кібернетики й інформатики, доктор технічних наук, професор, завідувач відділу Інтелектуальних технологій і систем діагностики Фізико-механічного інституту ім. Г. В. Карпенка.

## Біографія
Народився 1 листопада 1952 року в Івано-Франківську.
У 1974 році закінчив Львівський політехнічний інститут. Відтоді працює у Фізико-механічному інституті імені Г. В. Карпенка НАН України.
У 1981 році захистив кандидатську дисетацію за спеціальністю «Системи та процеси керування».
У 1991 — отримав вчене звання «старший науковий співробітник».
У 1999 році захистив докторську дисертацію на тему: «Цифрова обробка зображень на основі теорії контрастності» (спеціальність — Інформаційні технології).
З 2002 — завідувач відділу обчислювальних методів і систем перетворення інформації, отримав вчене звання «професор».
З 2015 року працює завідувачем відділу Інтелектуальних технологій і систем діагностики Фізико-механічного інституту ім. Г. В. Карпенка.
Керівник наукової секції «інформатика» відділення фізико-технічних і математичних наук Західного наукового центру НАН України та МОН України.

## Науковий доробок
Вивчає цифрову обробку зображень на основі теорії контрастності. Встановив, що локальний контраст є в основі побудови таких методів поліпшення якості зображень, як методи розтягу, гістрограмування та рангових перетворень, нерізкого маскування та перетворення локального контрасту, що дозволило виявити основні напрями синтезу нових методів перетворень зображень та способи підвищення їх ефективності.
Автор понад 50 наукових публікацій. Член спеціалізованої вченої ради Д 35.052.05.